# Sanhaitha
Sanhaitha – gaun wikas samiti we wschodniej części Nepalu w strefie Sagarmatha w dystrykcie Siraha. Według nepalskiego spisu powszechnego z 2001 roku liczył on 856 gospodarstw domowych i 5119 mieszkańców (2463 kobiet i 2656 mężczyzn).